# アメリカンコミックス (お笑いコンビ)
アメリカンコミックス（AMERICAN COMICS）は、かつてサンミュージックプロダクションで活動していた日本のお笑いコンビ。2015年結成。2018年12月4日解散。

## メンバー
- 飯島 翔平（いいじま しょうへい、1990年2月7日 - ）（35歳）
ボケ担当。立ち位置は向かって左。
東京都出身、身長180cm、血液型O型。
早稲田大学文化構想学部卒業。明治大学のお笑いサークル「木曜会Z」出身。
ワタナベコメディスクール15期生。
過去には現トンツカタンの森本晋太郎とのコンビ「しまいにゃショパン」としてフリーで[1]、元ぼれろの渡辺敬介とのコンビ「エイリアンGOGO」としてサンミュージックで活動した[2]。
趣味は映画、小説、漫画。
特技は「もらった単語ですぐ嘘のウンチクを言う」。
小説家か芸人を目指していたが、同じ堀江敏幸ゼミに所属していた朝井リョウに勝てないと思ったため芸人の道を選んだ[3]。
『新しい波24』で共演していた霜降り明星がM-1グランプリ王者となった翌日に解散を表明。理由は「芸人を続ける気力がなくなったから」というもので、相方の慰留を振り切り、芸能界を引退し、現在はTikTokerとして活躍している。喜劇衆「ギガンティックシアター」の一員としても活動。

- 鈴木 祐介（すずき ゆうすけ、1988年6月23日 - ）（37歳）
ツッコミ担当。立ち位置は向かって右。
神奈川県出身、身長164cm、血液型O型。
國學院大學卒業。
過去には「けつばん」というコンビで活動していた[4]。
趣味はサッカー、フットサル。
特技は「暗算」「春高バレーモノマネ」。
解散後、2019年6月2日放送の「ニノさん」の企画内にて、元カルマラインの柳原聖とコンビ「スペシャルワン」を結成。所属事務所も柳原が所属するホリプロコムに移籍した。なおスペシャルワンではボケに転向している。しかし、柳原の体調不良により2021年1月31日をもって解散し、再びピン芸人となった[5][6]。
2023年8月、ふじこ（元ひみつスナイパー健）とりょうちゃん（元一本槍）とともにトリオ「素晴らしき人生」を結成し、松竹芸能に所属している[7][8]。

## 出演
テレビ
- 東京オーディション[仮]（TOKYO MX）‐ 2016年5月2日
- 新しい波24（フジテレビ）‐ 2016年12月27日 - 2017年4月25日 ‐ 2017年7月11日 - 2017年9月19日
- 新春さんま総選挙2017（TBS）‐ 2016年1月3日
- グッど！金ようび（チバテレ）- 2018年2月16日
- ZIP!（日本テレビ）- 2018年3月7日 - 2018年4月3日 - 2018年5月28日
- 目指せ!! アウトレット芸人5（チバテレ） - 2018年6月13日
- 水曜日のダウンタウン（TBS）- 2018年8月15日 鈴木のみ

ラジオ
- God Bless Saturday（FMヨコハマ）‐ 2018年4月21日 - 2018年10月6日 - ゲストDJ

## 受賞歴
- God Bless Saturday（FMヨコハマ）「ゴブ-1グランプリ」初代王者

## 主なライブ
- 第一回 単独ライブ「Action」

（2018年3月4日、東京・ユーロライブ）
- 第二回 単独ライブ「Magazin」

（2018年7月16日、東京・関交協ハーモニックホール）
- 第三回 単独ライブ 「Evening」

（2018年10月8日、東京・ユーロライブ）